# 조대성 (탁구 선수)
조대성(趙大成, 2002년 10월 13일~)은 대한민국의 탁구 선수이다.
조대성은 ITTF와 WTT 토너먼트에서 여러 복식 타이틀을 획득했다. 2023년 조대성은 WTT 스타 컨텐더 고아 1, 2라운드에서 마티아스 팔크와 판전둥을 꺾고 16강에서 최종 준우승자 린스둥에게 패했다.